# Punta Bianca (Alpi della Zillertal)
La Punta Bianca (3.371 m s.l.m. - Hoher Weißzint in tedesco) è una montagna delle Alpi della Zillertal. Si trova sul confine tra l'Italia (Alto Adige) e l'Austria (Tirolo).

## Caratteristiche
La montagna è collocata ad oriente del Gran Pilastro.

## Salita alla vetta
Si può salire sulla vetta partendo dal lago di Neves.